# Pensacola radians
Pensacola radians är en spindelart som först beskrevs av George William Peckham och Elizabeth Maria Gifford Peckham 1896.  Pensacola radians ingår i släktet Pensacola och familjen hoppspindlar. Inga underarter finns listade i Catalogue of Life.